# Taraconica transversa
Taraconica transversa är en fjärilsart som beskrevs av Emilio Berio 1959. Taraconica transversa ingår i släktet Taraconica och familjen nattflyn. Inga underarter finns listade i Catalogue of Life.